# Голубой Коран
Голубой Кора́н (араб. المصحف الأزرق‎, аль-мусхаф аль-азрак) — тунисская куфическая рукопись Корана голубого цвета, созданная в промежуток между концом IX века и началом X века для мусульман Кайруана. Рукопись считается одним из самых художественных экземпляров Корана, а также одним из величайших произведений исламского искусства и одной из самых дорогих когда-либо сделанных рукописей.

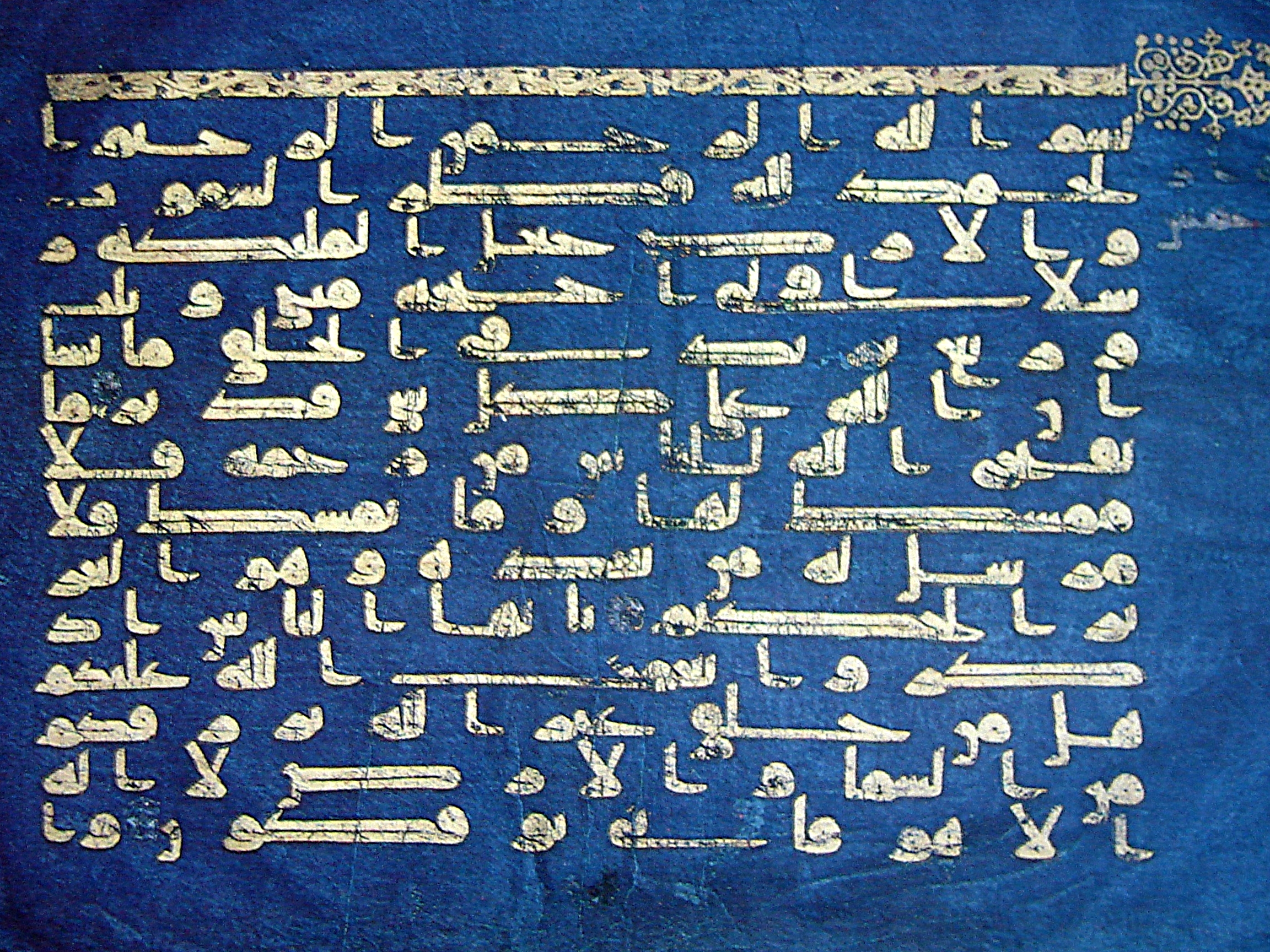
Страница из Синего Корана: аяты. (Нью-Йорк, Метрополитен-музей.)

## История рукописи
Первое упоминание о рукописи восходит к 1293 году, когда она была включена в каталог библиотеки Великой мечети в Кайруане. Некоторые исследователи высказываются в пользу Испании. Большинство исследователей согласны с местом и временем создания рукописи Синего Корана, хотя Элейн Джордж полагает, что её можно датировать эпохой раннего Аббасидского халифата.
Рукопись выполнена техникой золотого (хризография) и серебряного письма на пергаменте, целиком выкрашенном в цвет индиго. Также использованы красные чернила. Это известнейший образец мусульманской каллиграфии, называемый «одной из наиболее причудливых роскошных рукописей, когда-либо сотворённых». Историк искусства Ясир Таббаа писал, что «мимолётное воздействие» золотых букв на поверхности индиго «призваны утвердить веру мутазилитов в созидательность и чудесную силу Слова Божьего».
Рукопись состояла из 7 томов и содержала 600 страниц, которые разошлись по миру во времена Османской империи. В 1923 году в Стамбуле некоторые страницы рукописи приобрёл коллекционер Ф. Р. Мартин, продавший их затем в Европе. В 1977 году в распоряжении Christie's оказались некоторые рукописи из похожих на страницы из Синего Корана, но точно не известно, являются ли они таковыми в действительности.
Сегодня большая часть страниц находится в Национальном институте искусств и археологии Туниса, а остальные в других музеях по всему миру. С 1983 года в Национальном музее исламского искусства в Раккаде хранятся 67 страниц. Также страницы рукописи хранятся в Библиотеке Честера Битти в Дублине, в Метрополитен-музее в Нью-Йорке, Музее Тарек Раджаба в Кувейте и частных коллекциях. В 2010 году на аукционе Sotheby's одна из страниц была куплена за 250 520 £.
Страницы имеют различные размеры: в Лос-Анджелесском окружном музее искусств — 28,25 х 37,46 сантиметров, хотя есть и такие, размер которых больше, чем 31 х 41 сантиметр.
Каждая сура украшена более чем 20 серебряными розетками, а буквы выведены золотом; драгоценный металлический текст вместе с насыщенным индиго свидетельствует о возможном восхождении к династии Фатимидов, которые правили Северной Африкой в это время, стремясь этим произведением искусства показать свои богатство и мощь Византийской империи, которая владычествовала в это время над Анатолией и использовала золотые и серебряные чернила для письма на пурпурном пергаменте в своих роскошных рукописях. Золотые чернила для письма изготавливались из порошкового золота. Окружающий страницы декор мог быть перенесён с михраба Кордовской соборной мечети. Данный образец является единственным сохранившимся из всех фатимидских Коранов. К числу более ранних полных списков Корана принадлежат Самаркандский куфический Коран и Топкапийская рукопись
Куфический шрифт имеет острые углы в абзацах по 15 строк на странице, без огласовок, что было естественным для мусульманских рукописей в IX-X веках.
Столбцы надписей заметно расположены на правой стороне каждой страницы, возникнув путём введения в пространство текст цезур, которые ставят отдельные буквы в начале строк. Слова с несвязанными буквами в рукописи иногда разделены между собой линиями: другой отличительной чертой текстов Корана того времени. Эти линии были созданы из серебра и за 1000 лет окислились.